# أحمد سلمان
أحمد إبراهيم سلمان (بالعبرية: אחמד איברהים סלמן‏) هو لاعب كرة قدم إسرائيلي، ولد في 22 مارس 2004.

## مسيرته المهنيّة
يلعب سلمان في مركز المهاجم وكان يلعب لنادي هبوعيل القدس في الدوري بالدرجة الممتازة الإسرائيلي.  انتقل إلى نادي مكابي نتانيا بصفقة بلغت حوالي مليون شيكل.  بدأ سلمان مسيرته في فريق هبوعيل قطمون القدس في سن الرابعة عشرة، ومن ثم انتقل إلى فريق هبوعيل القدس بعد اندماج النوادي. شارك لأوّل مرّة في الفريق الأوّل لهبوعيل القدس في كأس توتو، وفي سنة 2021 سجّل أوّل هدف له في الدوري بالدرجة الممتازة الإسرائيلي.
على المستوى الدوليّ، لعب سلمان كمهاجم لفريق الشباب الإسرائيلي حتّى سن 19، وشارك في تصفيات بطولة أوروبا للشباب، حيث سجّل هدفًا ضدّ صربيا. في المجمل، سجل سلمان هدفين مع فريق الشباب.
صفقة انتقال سلمان إلى نادي مكابي نتانيا تمّت بالتعاون بين إيال سيغال مالك النادي، ووكلاء اللاعب. الصفقة تمت بمبلغ مليون شيكل وتعد صفقة كبيرة بالنسبة لنادي نتانيا. إنّ توقيع سلمان مع مكابي نتانيا أثار اهتمام وسائل الإعلام والجماهير، ومن المتوقّع أن يساهم بشكل كبير في تعزيز فريقه ومساعدته في مباريات الدوري. يعتبر سلمان واحدًا من أبرز المواهب الشابة في كرة القدم الإسرائيلية.

## وصلات خارجية
- أحمد سلمان على موقع قاعدة بيانات كرة القدم.إي يو (الإنجليزية)
- أحمد سلمان على موقع Soccerway.com (الإنجليزية)
- أحمد سلمان على موقع Soccerway.com (الإنجليزية)
- أحمد سلمان على موقع عالم كرة القدم.نت (الإنجليزية)